# Abdullah Al Kamali
Abdullah Ali Al Kamali, mais conhecido como Kamali (9 de setembro de 1989, Dubai), é um futebolista árabe que atua como atacante. Atualmente, joga pelo Sharjah.

## Carreira

### Atlético Paranaense
Foi o primeiro jogador árabe a atuar no futebol brasileiro, pelo Clube Atlético Paranaense. Em 17 de agosto de 2009, o seu contrato com o Atlético Paranaense se encerrou, tanto o clube como o jogador não quiseram renovar o contrato.
Sua profissionalização ocorreu no Brasil, pelo Clube Atlético Paranaense, haja vista que nos Emirados Árabes Unidos (seu país natal) só atuou nas categorias base.

### Al Ahli
Em 2009 chegou ao Al-Ahli, clube pelo qual jogou até 2010.

## Títulos
Atlético Paranaense
- Campeonato Paranaense: 2009